# Canucha
Canucha és un gènere de papallones nocturnes de la subfamília Drepaninae.

## Taxonomia
- Canucha bouvieri Oberthür, 1916
- Canucha curvaria Walker, 1866
- Canucha duplexa (Moore, [1866])
- Canucha miranda Warren, 1923
- Canucha specularis (Moore, 1879)
- Canucha sublignata (Warren, 1902)